# Governo Local na República da Irlanda
O Governo Local na República da Irlanda é regido pelas Leis do Governo Local, o mais recente dos quais (Local Government Act 2001), estabeleceu uma estrutura de dois níveis de Governo Local. O Local Government Act 1898 é o documento fundador do atual sistema de Governo Local. A vigésima Emenda da Constituição da Irlanda (1999), previa o reconhecimento constitucional do Governo Local pela primeira vez na Irlanda. A Lei de Reforma do Governo Local de 2014 alterou a estrutura com a abolição de todos os conselhos municipais e a fusão de alguns conselhos municipais. As reformas entraram em vigor em 2014, para coincidir com as eleições locais desse ano. 

## Estrutura

Condados e Cidades da República da Irlanda.

O alto nível da estrutura é constituído por 26 condados e cinco cidades. Vinte e quatro dos 26 condados tradicionais tiveram conselhos desde 1898; Tipperary teve dois, para Tipperary Norte e Tipperary Sul, também desde 1898, e desde 1994 o tradicional Condado de Dublin teve três, para a administração dos municípios de Dun Laoghaire-Rathdown, Fingal, e Dublin Sul. As cinco cidades: Dublin, Cork, Limerick, Waterford e Galway, têm conselhos municipais, que têm o mesmo estatuto de concelhos de condado. 
O segundo nível da administração local é constituído por vilas sedes de concelho. São elas a cidade de Kilkenny e quatro cidades que tiveram estatuto de cooperação municipal antes de 2001 (Sligo, Drogheda, Clonmel e Wexford), mais outros 75 municípios. Fora das localidades os concelhos são os únicos responsáveis por serviços locais.